# Olympische Jugend-Sommerspiele 2014/Teilnehmer (Andorra)
| Gelbes Symbol für Goldmedaillen mit stilisierten Olympischen Ringen | Graues Symbol für Silbermedaillen mit stilisierten Olympischen Ringen | Braundes Symbol für Bronzemedaillen mit stilisierten Olympischen Ringen |
| ------------------------------------------------------------------- | --------------------------------------------------------------------- | ----------------------------------------------------------------------- |
| —                                                                   | —                                                                     | —                                                                       |

Die Jugend-Olympiamannschaft aus Andorra für die II. Olympischen Jugend-Sommerspiele vom 16. bis 28. August 2014 in Nanjing (Volksrepublik China) bestand aus zehn Athleten. Sie konnten keine Medaille gewinnen.

## Athleten nach Sportarten

### Basketball
| Mädchen - Claudia Brunet Solano Shoot-Out: 42. Platz (Qualifikation) - Anna Mana Buscall Shoot-Out: 15. Platz (Qualifikation) - Laura Navarro Marin Shoot-Out: 51. Platz (Qualifikation) - Maria Vidal Segalas Shoot-Out: 31. Platz (Qualifikation) Mannschaft: Gruppenphase | Jungen - Coy de Bofarull - Sergi Jimenez Marquez - Sergi Jordana Faus - Riera Lliteras Mannschaft: Gruppenphase |

### Kanu
Mädchen
- Laura Pellicer Chica
Kajak-Einer Slalom: Hoffnungslauf
Kajak-Einer Sprint: Viertelfinale

### Schwimmen
Jungen
- Pol Arias Dourdet
400 m Freistil: 30. Platz (Vorrunde)
800 m Freistil: 25. Platz